# Ваганац (Госпић)
Ваганац је насељено мјесто у Лици. Припада граду Госпићу, у Личко-сењској жупанији, Република Хрватска.

## Географија
Ваганац је удаљен око 18 км сјеверозападно од Госпића.

## Становништво
Према попису из 1991. године, насеље Ваганац је имало 76 становника (75 Хрвата и 1 из категорије осталих). Према попису становништва из 2001. године, Ваганац је имао 52 становника. Према попису становништва из 2011. године, насеље Ваганац је имало 30 становника.
| Демографија | Демографија | Демографија |
| Година      | Становника  | Становника  |
| ----------- | ----------- | ----------- |
| 1961.       | 175         |             |
| 1971.       | 162         |             |
| 1981.       | 103         |             |
| 1991.       | 76          |             |
| 2001.       | 52          |             |
| 2011.       |             | 30          |